# Добров, Геннадий Михайлович (учёный)
Геннадий Михайлович Добров (9 марта 1929, Артёмовск, Донецкая область — 4 января 1989, Киев) — один из основателей науковедения в Украине, основатель украинской школы науковедения и Центра исследований научно-технического потенциала и истории науки им. Г. М. Доброва НАН Украины.
Член-корреспондент АН УССР (1988). Член-корреспондент Международной академии истории науки (Париж, 1965). Член Международной академии гуманитарных и естественных наук (1972), доктор экономических наук (1968), кандидат технических наук (1953), профессор (1970).
Автор около 600 научных работ, в том числе 10 индивидуальных монографий, из которых «Наука о науке» переиздана в 17 странах. В 1999 опубликована также его рукопись «Капутология, или прикладной системный анализ неудач» — серьёзное исследование по менеджменту, написанное в шутливой форме.
Развил теорию научно-технического потенциала и методов его измерения, теорию и практику научно-технического прогнозирования, одним из первых в СССР начал работы по наукометрии.

## Биография
Родился 9 марта 1929 в г. Артёмовск Донецкой области. В 1950 окончил механико-машиностроительный факультет Киевского политехнического института, в 1953 — аспирантуру по специальности «история науки и техники» Института теплоэнергетики АН УССР (в настоящее время Институт технической теплофизики НАН Украины). По окончании аспирантуры остался работать в этом Институте на должности младшего научного сотрудника. Продолжая научные исследования, опубликовал ряд работ, включая свою первую монографию «История советских угледобывающих комбайнов» (1958), подготовленную на основе кандидатской диссертации (1953). С этим исследованием связана капитальная двухтомная монография «История технического развития угольной промышленности Донбасса» (1969), одним из авторов и руководителей авторского коллектива которой был Добров.
В 1961 возвратился в Академию наук на должность старшего научного сотрудника Института теплоэнергетики (1961—1963). В это время его интересы переместились в область кибернетики и теории управления применительно к проблемам развития науки. В 1964 г. выходит ряд его исследований в этом направлении, включая книгу «Век великих надежд: судьбы научно-технического прогресса XX столетия» (в соавторстве с А. Ю. Голян-Никольским).
В 1963—1964 — старший научный сотрудник Института истории, в 1964—1968 — заведующий отделом истории техники Института истории АН УССР. Помимо собственно историко-научных и историко-технических исследований Добров и его сотрудники вели исследования в области организации и управления научной деятельностью, а также прогнозирования развития науки и техники.
Добров стал одним из инициаторов применения к анализу развития науки и техники математических и машинных методов обработки информации. Этот цикл исследований Доброва и его первых учеников и сотрудников Л. П. Смирнова, В. М. Клименюка, Е. И. Левина обобщён в ряде монографий.
Фундаментальная монография Доброва «Наука о науке. Введение в общее науковедение» (1966) фактически основала это научное направление на Украине. Вопросы, поднятые в ней, в дальнейшем развиты в ряде монографий: «Актуальные проблемы науковедения» (1968), «Потенциал науки» (1969), «Организация науки» (1970), «Управління наукою» (1971) и др.
В 1968—1986 возглавлял науковедческие подразделения в Институте математики, Институте кибернетики, Совете по изучению производительных сил Украины. В 1971—1976 и 1979—1984 был заместителем директора Института кибернетики, в 1969—1971 и 1984—1986 — заместителем председателя Совета по изучению производительных сил Украины. В 1981 стал также профессором и заведующим кафедрой Киевского института народного хозяйства. В 1986—1989 гг. он — заместитель директора Института сверхтвёрдых материалов и руководитель созданного им Центра исследований научно-технического потенциала и истории науки.
В эти годы углубляются ранее начатые исследования (прогнозирование науки и техники, управление научной деятельностью и научно-техническим прогрессом и др.), а также проводятся новые исследования — вопросы научной политики, принципы и технологии программно-целевого управления наукой, организация и планирование исследований и разработок, оценка технологий, вопросы приоритетов и инноваций и др. Проблемы управления наукой детально рассмотрены в монографиях «Науковедение как наука об эффективном управлении научной деятельностью: опыт, проблемы, перспективы», «Организация и эффективность науки» и в написанной в соавторстве с В. М. Глушковым и В. И. Терещенко монографии «Беседы об управлении».
В 1969 основал периодический межведомственный научный сборник «Науковедение и информатика» и был его ответственным редактором. В 1993 г. этот сборник преобразован в международный научный журнал «Наука и науковедение». Доброва был также членом редакционных коллегий ряда научных журналов, в том числе ответственным редактором сборника научных трудов «Материалы по науковедению», издававшегося с 1969 г., и главным редактором международного журнала «Scientometrics» (Будапешт).
Настойчиво развивал идею об органичном единстве историко-научных и науковедческих исследований, воплощённую в лозунге: «Из прошлого — через настоящее — в будущее!», и предпринимал практические шаги к объединению этих направлений. Результатом стало создание в 1986 Центра исследований научно-технического потенциала и истории науки, который Г. М. Добров возглавлял до конца жизни. В Центре инициировал, в частности, исследования истории основания Национальной Академии наук Украины. Под его руководством разработана новая концепция ранней академической истории, восстановлена историческая правда и справедливость по отношению ко многим деятелям украинской науки.
Прилагал большие усилия к укреплению авторитета отечественной науки за границей и развитию международного сотрудничества. Он сотрудничал с рядом международных организаций как эксперт ЮНЕСКО и СЭВ по вопросам научной политики, участвовал во многих международных научных форумах; был научным руководителем рабочей группы Украины в проектах ЮНЕСКО «Эффективность научных групп» и «Социальные оценки новых технологий в развивающихся странах». В 1971 за вклад в развитие народного хозяйства ГДР он был награждён германским орденом «Знамя Труда» первой степени. В 1976—1979 он — главный исследователь Международного института прикладного системного анализа в Австрии.
К науковедческой школе Г. М. Доброва принадлежит 10 докторов и свыше 50 кандидатов наук. Созданный им Центр (с 2017 г. Институт) успешно выполняет функции головной организации по проблемам науковедения и истории науки и техники на Украине и пользуется международным авторитетом.

## Награды
- Орден «Знак Почёта»
- Медаль «За победу над Германией»
- Медаль «За освоение целинных земель» (1959)
- Орден «Знамя Труда» 1 класса (1975, ГДР)

## Основные труды
1. Наука о науке. Введение в общее науковедение. — М.: Наука, 1966. — 271 с.
2. Наука о науке. Введение в общее науковедение. — Киев: Наукова думка, 1970. — 320 с.
3. Наука о науке. Введение в общее науковедение. — Киев: Наукова думка, 1989. — 301 с.
4. Прогнозирование науки и техники. — М.: Наука, 1977. — 209 с.
5. Беседы об управлении. [Совместно с В. М. Глушковым и В. И. Терещенко]. — М.: Наука, 1974. — 224 с.
6. Научно-технический потенциал: Структура, динамика, эффективность. [Совместно с В. Е. Тонкалем, А. А. Савельевым, Б. А. Малицким]. — Киев: Наукова думка, 1987. — 346 с.
7. Наука: информация и управление. (Информационные проблемы управления наукой). [Совместно с А. А. Коренным]. — М.: Сов. радио, 1977. — 256 с., илл.
8. Прогнозирование и оценки научно-технических нововведений. [Совместно с А. А. Коренным]. — Киев: Наукова думка, 1989. — 276 с.
9. Капутология, или прикладной системный анализ неудач. // Добров Геннадій Михайлович (1929—1989). Збірник. Друге видання, перероблене і доповнене. К.: Фенікс, 2004. C. 81-127.
10. Добров Геннадій Михайлович (1929—1989). — Збірник. Друге видання, перероблене і доповнене. К.: Фенікс, 2004. — 128 с.
11. История советских угледобывающих комбайнов. — М: Углетехиздат, 1958. — 280 с.
12. История технического развития угольной промышленности Донбасса. [Совместно с А. Н. Щербанем, С. В. Шухардиным и др.]. — Киев: Наукова думка, 1969.
13. Век великих надежд: судьбы научно-технического прогресса XX столетия [Совместно с А. Ю. Голян-Никольским] .- К.: Наукова думка, 1964. — 180 с.
14. Использование математических методов и ЭВМ в исследованиях по истории техники. — Киев: КДНТП, 1965. — 57 с.
15. Машинные методы переработки историко-научной информации. [Совместно с Л. П. Смирновым, В. Н. Клименюком]. — М.: Наука, 1969. — 270 с.
16. Машинные методы анализа информации об опыте научно-технического развития. [Совместно с Л. П. Смирновым, В. Н. Клименюком, Е. И. Левиным). — М.: Наука, 1972. — 311 с.
17. Актуальные проблемы науковедения. — М.: Знание, 1968. 46 с.
18. Потенциал науки. [Совместно с В. Н. Клименюком, Л. П. Смирновым, А. А. Савельевым]. — Киев: Наукова думка, 1969. — 152 с.
19. Организация науки. [Совместно с В. Н. Клименюком, В. М. Одриным, А. А. Савельевым]. — Киев: Наукова думка, 1970. — 204 с.
20. Управління наукою. [Спільно з В. М. Клименюком, Г. О. Самойловим та ін.]. — Київ: Наукова думка, 1971. — 268 с.
21. Прогнозирование науки и техники. — М.: Наука, 1969. — 208 с.
22. Методика программного прогнозирования науки и техники. [Совместно с В. М. Глушковым, Ю. В. Ершовым]. — М.: ГКНТ СССР, 1971. — 138 с.
23. Экспертные оценки в научно-техническом прогнозировании / Г. М. Добров, Ю. В. Ершов, Е. И. Левин, Л. П. Смирнов. — Киев: Наукова думка, 1974. — 160 с.
24. Управление эффективностью научной деятельности. [Совместно с Э. М. Задорожным, Т. И. Щедриной]. — Киев: Наукова думка, 1978. — 240 с.
25. Управление исследованиями, разработками, нововведениями. [Совместно с Р. Рэндольфом] // IIASA 1NFAC Workshop. — London, 1979.
26. Проблеми наукової політики в Українській РСР. [Спільно з В. М. Клименюком, О. О. Богаєвим] // Вісн. АН УРСР. — 1970. — No1. — С. 85—95.
27. Основы научной политики // Управляющие системы и машины. — 1973. — Вып. 8. — С. 3—19.
28. Организация и эффективность науки. — Berlin : Akad. Verlag, 1971. — 276 с.
29. Новий погляд на історію заснування Академії наук України. [Спільно з В.І. Онопрієнком, Л. В. Матвєєвою] // Вісн. АН УРСР. — 1989. — N 4. — С. 58—73.